# CX3CL1
Fraktalkin, též chemokin motiv C-X3-C ligand 1 je protein, který u lidí je kódován genem CX3CL1.
Fraktalkin je velký cytokinový protein z 373 aminokyselin, obsahující několik domén, jediný známý člen skupiny CX3C chemokinů. Látka je známá jako fraktalkin (u lidí) nebo neurotaktin (u myší).  Polypeptidová struktura CX3CL1 se liší od typické struktury jiných chemokinů. Odstup charakteristických N-terminálních cysteinů se liší; normálně jsou tři aminokyseliny oddělující počáteční pár cysteinů v CX3CL1, CC chemokinech není žádná a pouze jedna v CXC chemokinech.
CX3CL1 je produkován jako dlouhý protein (s 373 aminokyselinami u lidí) s rozšířenou stopkou mucínu a chemokinové doméně vpředu. Mucínová stopka umožňuje vazbu na povrch určitých buněk. Byla i zjištěna rozpustnost (90 kD) verze tohoto chemokinu. Rozpustný CX3CL1 účinně chemoatrakuje T buňky a monocyty, zatímco chemokin vázaný na buňku podporuje silnou adhezi leukocytů k aktivovaným endotelovým buňkám, kde je primárně exprimován. CX3CL1 vyvolává své adhezivní a migrační funkce interakcí s receptorem chemokinu CX3CR1. Jeho gen je umístěn na lidském chromozomu 16 spolu s některými CC chemokiny známými jako CCL17 a CCL22.
Fraktalkin se běžně vyskytuje v celém mozku, zejména v nervových buňkách, a je známo, že jeho receptor je přítomen na mikrogliálních buňkách. Také bylo zjištěno, že je nezbytný pro migraci mikrogliálních buněk. CX3CL1 je také v hipokampu regulován v průběhu krátkého časového okna po prostorovém učení, jehož účelem může být regulace neurotransmisního tónování zprostředkovaného glutamátem. To naznačuje možnou úlohu chemokinu v ochranném plastickém procesu synaptické škály.